# エマニュエル・リヴィエール
エマニュエル・リヴィエール（Emmanuel Rivière, 1990年3月3日 - ）は、フランス領マルティニーク・フォール＝ド＝フランス出身のサッカー選手。マルティニーク代表。ポジションはFW。
『エマニュエル・リビエール』と表記されることもある。

## 経歴
2005年からASサンテティエンヌのユースチームに所属し、2009年にトップチーム昇格した。1月3日、クープ・ドゥ・フランスのFCジロンダン・ボルドー戦でデビューを果たした。

## 代表歴
フランス代表として各年代の代表でプレーし、FIFA U-17ワールドカップ、2009年にUEFA U-19欧州選手権に出場した。

## 所属クラブ
- ASサンテティエンヌ 2009-2011
- トゥールーズFC 2011-2013.1
- ASモナコ 2013.1-2014
- ニューカッスル・ユナイテッドFC 2014-2017
  -  CAオサスナ (loan) 2016-2017
- FCメス 2017-2019
- コゼンツァ・カルチョ 2019-2020
- FCクロトーネ 2020-

## タイトル
モナコ
- リーグ・ドゥ: 2012–13[1]

メッツ
- リーグ・ドゥ: 2018–19